# Wereldkampioenschap korfbal
Het wereldkampioenschap korfbal is een internationaal toernooi voor landenteams dat om de vier jaar wordt georganiseerd door de International Korfball Federation, de winnaar van het toernooi is de officiële wereldkampioen korfbal. De eerste editie van het toernooi werd gehouden in 1978 in Nederland.
Recordhouder met 11 titels is het Nederlands korfbalteam, dat slechts eenmaal de finale van een WK verloor van het Belgisch korfbalteam.

## Erelijst
| Jaar | Plaats      | Goud      | Zilver         | Brons            |
| ---- | ----------- | --------- | -------------- | ---------------- |
| 1978 | Nederland   | Nederland | België         | West-Duitsland   |
| 1984 | België      | Nederland | België         | West-Duitsland   |
| 1987 | Nederland   | Nederland | België         | Groot-Brittannië |
| 1991 | België      | België    | Nederland      | Chinees Taipei   |
| 1995 | India       | Nederland | België         | Portugal         |
| 1999 | Australië   | Nederland | België         | Groot-Brittannië |
| 2003 | Nederland   | Nederland | België         | Tsjechië         |
| 2007 | Tsjechië    | Nederland | België         | Tsjechië         |
| 2011 | China       | Nederland | België         | Chinees Taipei   |
| 2015 | België      | Nederland | België         | Chinees Taipei   |
| 2019 | Zuid-Afrika | Nederland | België         | Chinees Taipei   |
| 2023 | Taiwan      | Nederland | Chinees Taipei | België           |
| 2027 | Nederland   |           |                |                  |

## Medaillespiegel
| Plaats | Land             | Goud | Zilver | Brons | Totaal |
| 1      | Nederland        | 11   | 1      | 0     | 12     |
| 2      | België           | 1    | 10     | 1     | 12     |
| 3      | Chinees Taipei   | 0    | 1      | 4     | 5      |
| 4      | Tsjechië         | 0    | 0      | 2     | 2      |
| 5      | Duitsland        | 0    | 0      | 2     | 2      |
| 6      | Groot-Brittannië | 0    | 0      | 2     | 2      |
| 7      | Portugal         | 0    | 0      | 1     | 1      |
| Totaal | Totaal           | 12   | 12     | 12    | 36     |